# 辛辛那提大學
辛辛纳提大學（英語：University of Cincinnati）是一所位於美國俄亥俄州辛辛那提的公立大學，俄亥俄大学系统成员。

## 歷史

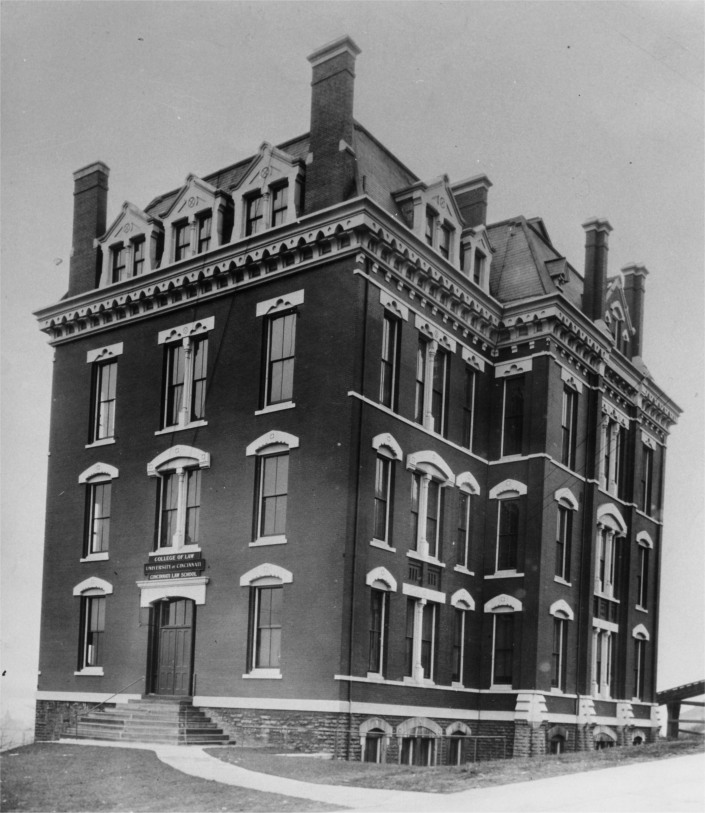
1874年像

1858年，美國商人查爾斯·麥克米肯（Charles McMicken）因肺炎逝世，遺囑將大部分地產捐給辛辛那提市以建立一所大學。1870年，俄亥俄州議會宣佈辛辛那提大學成立。
1893年學校擴建，從克里夫頓大道（Clifton Avenue）搬到現址，1833年建立的辛辛那提法學院併入該大學，成為現在的辛辛那提大學法學院。
1819年成立的俄亥俄醫學院（Medical College of Ohio）在20世紀初併入該大學，大學的其他學院也在20世紀初陸續建立。

## 学院
- 联合健康科学学院
- 社会工作学院
- 艺术与科学学院
- Carl H. Lindner 商学院
- 音乐学院 （CCM）
- 合作教育与专业研究学院
- 设计、建筑、艺术和规划学院 （DAAP）
- 教育、刑事司法和人类服务学院
- 工程与应用科学学院
- 研究生院
- 法学院
- 医学院
- 护理学院
- James L. Winkle 药学院

## 排名
國內排名一般在100至350名之間。

## 校友
著名太空人尼爾·奧爾登·阿姆斯壯曾在此任教。

## 資料來源
1. ↑  . June 10, 2013  [July 1, 2013].
2. 1 2 3 4 5  . University of Cincinnati.   [November 5, 2016]. （原始内容存档于2012-03-06）.
3. ↑  Hand, Greg. . Cincinnati Magazine. September 11, 2011  [November 17, 2016]. （原始内容存档于November 18, 2016）.
4. ↑  . Libraries.uc.edu. June 19, 2011  [June 19, 2011]. （原始内容存档于June 22, 2011）.
5. ↑  . Shanghai Ranking Consultancy. 2020  [2020-12-09].
6. ↑  . Quacquarelli Symonds Limited. 2021  [2020-12-09].
7. ↑  . Times Higher Education. 2021  [2020-12-09].
8. ↑  . US. News and World Report. 2021  [2020-12-09].
9. ↑  . Shanghai Ranking Consultancy. 2020  [2020-12-09].
10. ↑  . Forbes. 2019  [2020-12-09].
11. ↑  . US. News and World Report. 2020  [2020-12-09].
12. ↑  . Washington Monthly. 2020  [2020-12-09].

## 外部連結
- 辛辛纳提大學官方網站 （页面存档备份，存于）